# Cassis (fruit)
Pour les articles homonymes, voir Cassis.

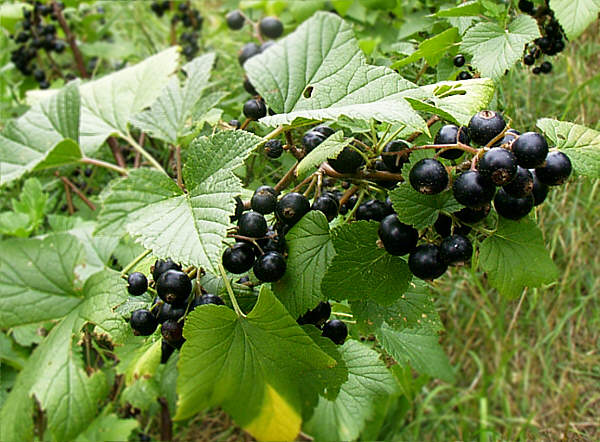

Le cassis (prononcé [ka.sis] ou parfois [ka.si]), est le  fruit du cassissier (Ribes nigrum) (également appelé cassis comme le fruit). Cet arbrisseau de la famille des Grossulariacées, originaire de l'Europe septentrionale et du nord de l'Asie, pousse spontanément dans les régions montagneuses et froides de la zone paléoarctique.
Le cassissier a commencé à être cultivé en France au XVIIIe siècle, après la publication de plusieurs écrits de l’abbé Bailly ventant  les mérites de ce « très-excellent Elixir de vie qui entretient la santé » et guérit de nombreuses maladies. Sa réputation médicinale poussa nombre de Français à planter un pied dans leur jardin. À partir du XIXe siècle, c’est l’attrait provoqué par deux boissons à base de cassis, le blanc-cassis (appelé plus tard le kir) et la crème de cassis, qui assura la demande nécessaire au développement à grande échelle de la production française de cassis.
De nos jours, après avoir été utilisé pour ses propriétés médicinales, le cassis est utilisé en cuisine où il exprime au pleinement toutes ses saveurs, en grains, en purée ou en coulis dans les crumbles, tartes, charlottes, mousses, glaces et sorbets. Son utilisation la plus courante reste la confection de confiture, gelée ou sirop. L’industrie agroalimentaire l’utilise en confiture, compote, mousse, glace et sorbet, dans les produits lactés et les petits pots pour jeunes enfants, en confiserie etc. Sans oublier la crème de cassis qui constitue la plus grande part de la récolte française. Les parfumeurs de Grasse utilisent aussi l'huile essentielle tirée du bourgeon.
Le cassis a parmi les petits fruits rouges (avec la myrtille, la groseille, la cerise griotte etc.), les teneurs les plus élevées en polyphénols et les activités antioxydantes les plus importantes.
Les plus gros producteurs sont dans l’ordre, la Russie, la Pologne, le Royaume-Uni et la France.

## Description

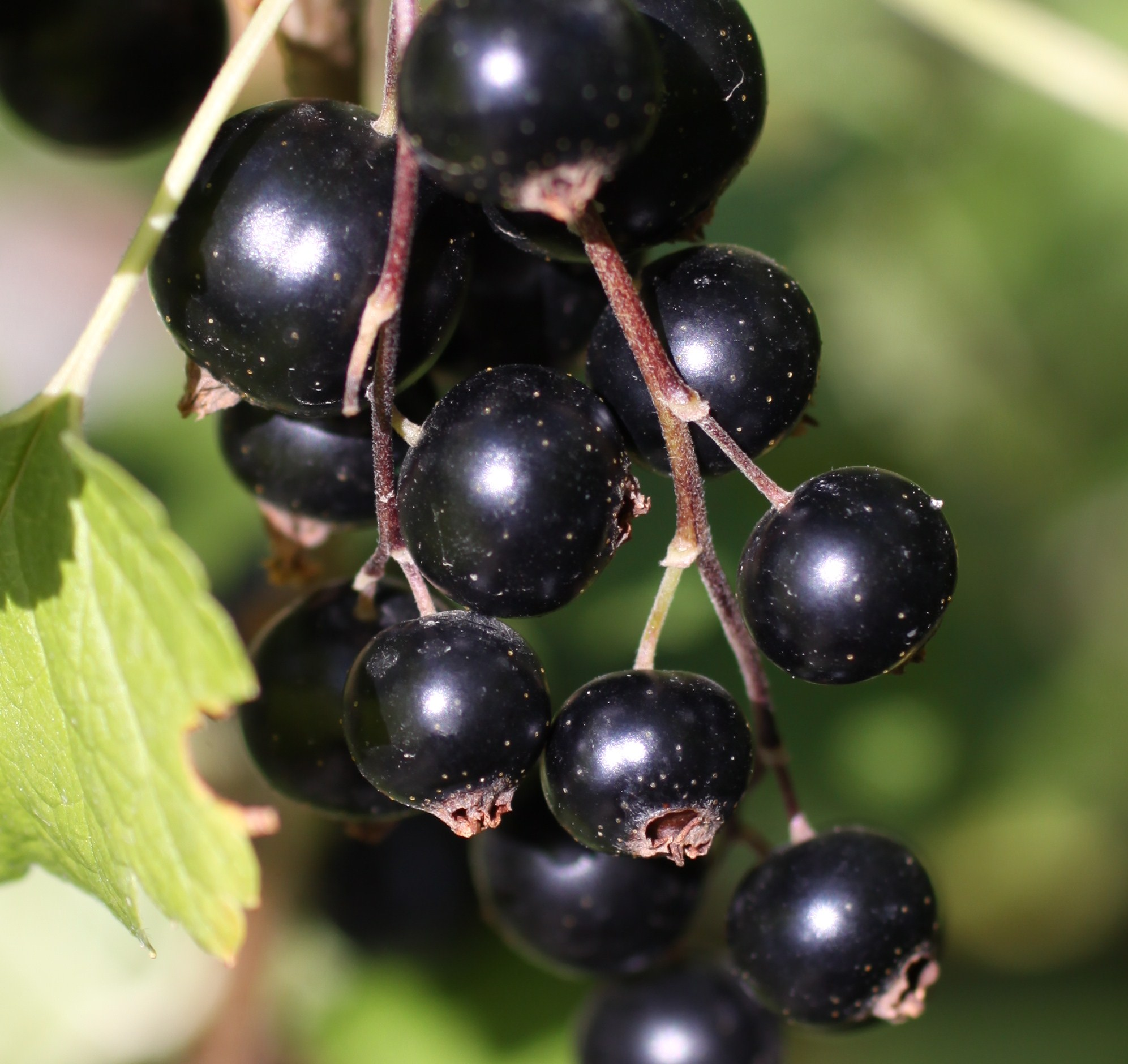
Une grappe de cassis

Les cassis sont des baies le plus souvent noires formant des grappes, pulpeuses, à la peau lisse, fortement aromatiques, surmontées des restes des calices des fleurs dont ils sont issus. La saveur acidulée est extrêmement sucrée et très aromatique. Les petits pépins ne sont pas désagréables à la mastication, en revanche selon les variétés, la « peau » peut être un peu ferme.
Le cassis est principalement utilisé par les industries de transformation (liqueur, sirop, gelée, parfum). Son jus aigrelet est épais, tirant sur le violet. Il est riche en tanins, en arômes et en flavonoïdes (de 100 à 300 mg/100 g).

## Histoire
Aucun écrit ne permet d'affirmer que le cassissier était connu des Grecs et des Romains anciens, ainsi que de tout le Moyen Âge français,. Toutefois le latiniste Jacques André, spécialiste du nom des plantes dans la Rome antique reconnait le cassissier dans la plante nommée cinobastos, dans l’Histoire naturelle 24, 121 de Pline, un végétal qui « porte une grappe noire dans les grains de laquelle se trouve un nerf ». Toutefois, cette hypothèse se heurte à deux obstacles: la carte de l’aire d’origine de Ribes nigrum établie avec précaution par Meusel et Jäger. s’étend très au nord de la Grèce et le cassis n'a pas été introduit en Grèce, même à l'époque moderne.
Au XIIe siècle, Hildegarde de Bingen, haute figure spirituelle du XIIe siècle, recommande l’herbe aux goutteux (De herba gicht) en onguent pour guérir la goutte (Le livre des subtilités, chap. 153 De herba gicht). L’identification de cette plante avec le cassissier faite par certains sites web ou certains ouvrages de médecines naturelles est sujette à caution puisque Hildegarde ne donne aucune indication sur la plante permettant de l’identifier. En l’absence de tout travail académique sur l'herba gicht s’appuyant sur d’autres sources du Moyen Âge, mieux vaut ne pas trop s’avancer.
Le cassissier a commencé à être cultivé en Russie au XIe siècle dans les jardins des monastères et les villes.

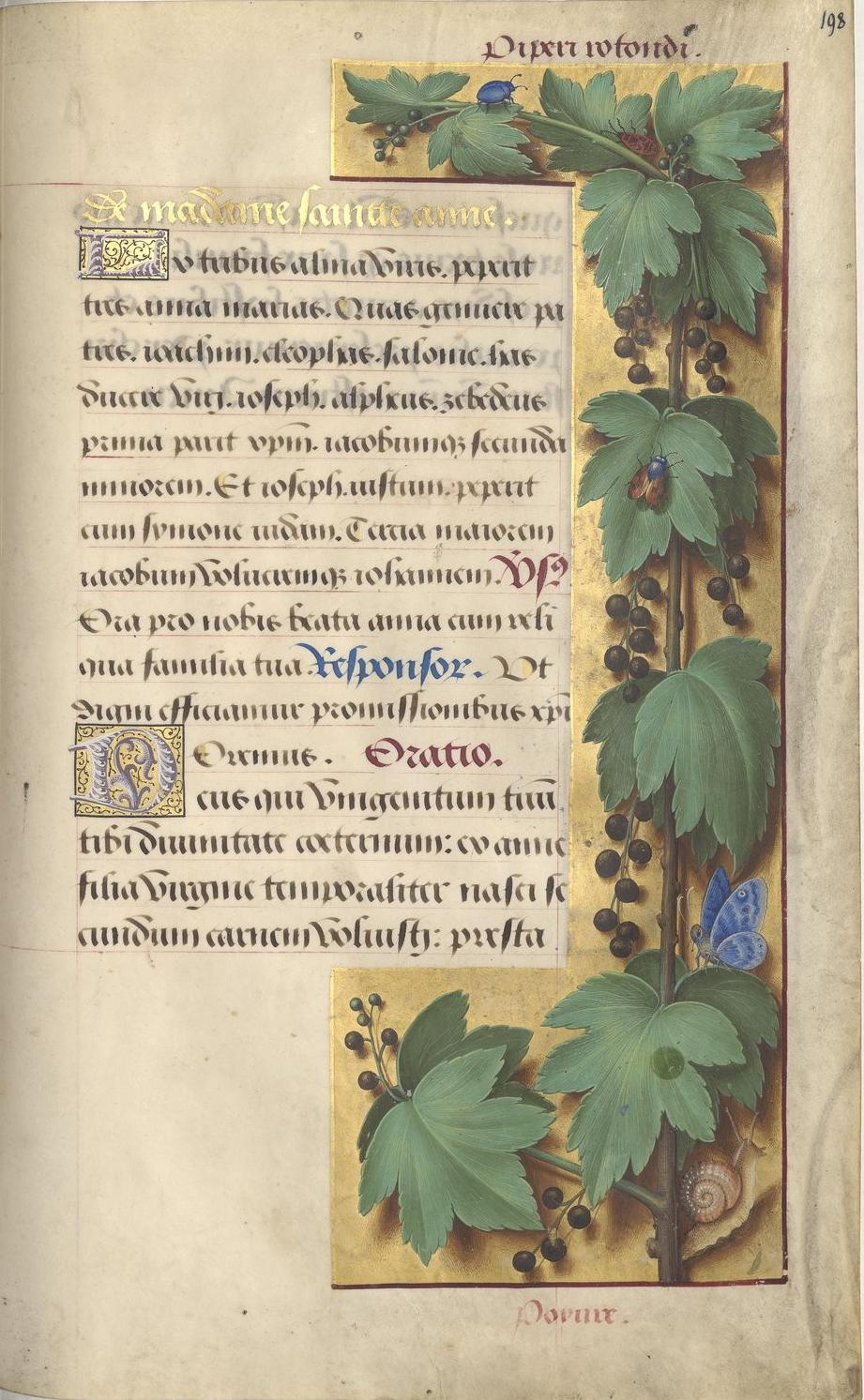
Grandes Heures d'Anne de Bretagne (vers 1503-1508). Parchemin enluminé par Jean Bourdichon (1457-1521). Piperi rotondi ; Ribes nigrum

Au XVIe siècle, la méthode botanique s’organise, les illustrations botaniques connaissent un renouveau avec la gravure sur bois, et pour la première fois apparaissent des inventaires de flores locales.
Au tout début du XVIe siècle (vers 1503-1508), en France, le cassissier est dessiné, sous le nom de piperi rotondi, dans les marges historiées du Livre d’Heures par l’enlumineur Jean Bourdichon (1457-1521), œuvrant pour Anne de Bretagne.
En 1571, le botaniste suisse de Bâle Gaspard Bauhin rapporte que le cassissier est cultivé comme fruit de table et en 1583, le botaniste et médecin malinois des Pays-Bas bourguignons, Rembert Dodoens, en donne la première description botanique.
En 1724, l’abbé Pierre Bailly de Montaran, docteur de Sorbonne, publie une brochure sur « les propriétés admirables du cassis ». À partir de 1747, suivront du même auteur plusieurs éditions, du Traité du cassis qui nous indique que « Le Cassis est un arbrisseau qui produit des Grapes comme les Groseillers, mais qui sont noirs ; et pour cet effet, on le nomme Groseiller noir ». Il guérit un nombre incroyable de maladies : les fièvres, la migraine, les panaris, les nœuds de la goutte et soulage des piqures de frelons, de guêpes, d'abeilles, de bêtes venimeuses ou encore les morsures de chiens enragés, etc. La manière la plus courante de l’utiliser, est de mettre à infuser deux poignées de feuilles dans un excellent vin blanc ou rouge pendant vingt-quatre heures, dans une bouteille en verre. Il faut en boire une ou deux fois par jour. L’auteur donne aussi plusieurs recettes de ratafia et de liqueur pour utiliser les fruits. Ainsi, pour faire une liqueur de cassis, on met dans une bouteille du cassis, du sucre concassé puis on remplit d’une eau-de-vie forte. Pour faire le ratafia « mettez dans une bouteilles moitié fruit, & la remplissez d’eau-de-vie,& l’exposerez pendant six semaines » puis on ajoute un sirop sucré. Finalement, « Tout ce qu’on peut dire du Cassis, c’est qu’il est un très-excellent Elixir de vie qui entretient la santé, & qui fait que les personnes âgées paroissent plus jeunes qu’elles ne sont ». Ce sont les écrits très valorisants de Pierre Bailly qui lanceront la culture du cassis en France.
Le cassis fut très vite auréolé d'une solide réputation médicinale (vertus notamment stomachiques et diurétiques), les Français le considérèrent au XVIIIe siècle comme une véritable panacée (contre les migraines, les fièvres et les rhumatismes) et beaucoup en plantèrent un pied dans leur jardin.
Paul Constant met en vente un ratafia de cassis  contre l’hydropisie et les morsures de serpent. L’historien de l’agriculture et de l’alimentation, Legrand d’Aussy, confirme que « le cassis n’est guère cultivé que depuis une quarantaine d’années » dans Histoire de la vie privée des Français (1782).
Le cassis est alors cultivé dans l’ouest de la France et dans le Val de Loire sous le nom de « cassetier des Poitevins » ou « poivrier ».
Au XIXe siècle, le « blanc-cassis » (ou blanc-cass’) entre dans la littérature populaire avec les romans d’Émile Gaboriau. Dans les cafés de l’époque, le pichet de cassis est à la libre disposition du consommateur qui avait pris l’habitude d’arroser le p’tit blanc d’une giclée de cassis pour arrondir des vins un peu « raides ». En 1841, après un voyage à Paris, où il s'étonne de la renommée du ratafia de Neuilly, Auguste-Denis Lagoutte produit à Dijon la première liqueur de crème de cassis, connue aujourd'hui dans plusieurs pays. Trois ans plus tard, la production atteint 250 hectolitres de liqueur. En 1880, le phylloxera détruit le vignoble et les vignerons plantent à la place des cassis. L’appellation « Cassis de Dijon » (21 décembre 1921) permet de protéger le produit de la concurrence, tout comme l’AOC « Crème de cassis de Bourgogne » obtenue en 1997. Le chanoine Kir, maire truculent de Dijon, élu une première fois en 1945 et réélu jusqu’à sa mort, donna son nom au blanc-cassis (le kir), qu’il servait régulièrement à ses invités.
Dans les années 1980, les exploitations agricoles françaises en difficulté cherchèrent à se diversifier. Les Hautes Côtes de Bourgogne ayant réussi à mécaniser la récolte et l'entretien du cassis, d'autres régions se mirent à le planter.
Un peu plus tard, en Bourgogne, ce furent en majorité des agriculteurs de la plaine de la Saône qui choisirent cette production. Les rendements de ces nouvelles plantations étant nettement supérieurs à ceux des terrains peu profonds et caillouteux des Hautes Côtes, les agriculteurs pionniers de l'évolution de cette culture traditionnelle eurent de plus en plus de mal à rentabiliser leur production. D'autre part la surface de la culture du cassis diminua au fil des années au profit de celle de la vigne qui reprenait ses droits, propulsée par l'obtention des AOC « bourgogne hautes-côtes-de-nuits » et « bourgogne-hautes-côtes-de-beaune ». L'évolution générale des structures agricoles fit que les petits champs de cassis en culture traditionnelle disparurent en même temps que les « petits paysans ». Aujourd'hui, si le noir de Bourgogne n'a pas tout à fait quitté son berceau, il s'est étendu à d'autres terroirs.
Le cassis était autrefois appelé le « commun » en patois bourguignon, ce qui a donné le nom de communard à un apéritif bourguignon.
En 2001, à Nuits-Saint-Georges, au sud de Dijon, s'est ouvert le Cassissium, premier musée mondial consacré à l'étude du cassis ; le musée jouxte la liquoristerie, Védrenne.
Le cassis est peu connu dans le sud de l’Europe. Et dans bien des pays, il est comparé à divers produits médicinaux de gout fort ou de couleur sombre. En anglais, on l’a qualifié de « quinsy berry », la baie de l’angine de poitrine. En France, sa consommation sous forme de l’apéritif kir ou de la crème de cassis, l’a associé aux saveurs douces des fruits rouges, comme la framboise et la mûre, avec une note plus acide.

## Production
L’organe statistique de la FAO (nommé FAOSTAT), ne fournit pas de données sur la production de cassis seul mais regroupe les productions de cassis et de groseilles. Les plus gros producteurs de cassis & de groseilles pour 2021 sont dans l’ordre la Russie (474 400 tonnes), la Pologne (152 000 t), l’Ukraine (27 000 t), l’Allemagne (13 770 t), le Royaume-Uni (12 995 t) et la France (10 000 t).
Selon une source britannique de 2018, les principaux pays producteurs de cassis sont l'Écosse, la Pologne, la Lituanie, la Norvège, la France et la Nouvelle-Zélande.
En Europe, les principaux pays producteurs de cassis (seul) sont la Pologne (131 000 t), le Royaume-Uni (12 000 t) et la France (7 000 t), selon le Centre d’étude et de ressources sur la diversification, consulté en mai 2023. La Russie avec 300 000 t apparait comme un des plus grands producteurs hors Union européenne. La France compte 150 producteurs exploitant 2 000 hectares. Les principales régions de production sont le Val de Loire (40 % des volumes), la Bourgogne, la Haute Vallée du Rhône et l'Oise.
En 2005, la production française a atteint 10 000 tonnes récoltées entre le 25 juin et le 25 juillet. Le Val de Loire produit le plus de cassis (5 000 tonnes), devant la Bourgogne (2 000 tonnes), l'Oise (1 600 tonnes) et la vallée du Rhône (1 400 tonnes)
Deux variétés sont principalement cultivées en France :
- le noir de Bourgogne (25 % de la prod. française - 2 000 à 2 500 tonnes) très cultivé pour les liquoristes et la parfumerie.
- le black down (75 % de la prod. française, 7 500 à 8 000 tonnes)[21], très utilisé en pâtisserie. Il offre un gros rendement, fruits très fermes, juteux, et bonnes qualités organoleptiques.

## Analyse nutritionnelle et des composés bioactifs
Analyse nutritionnelle
D’après la table Ciqual, la baie de cassis est essentiellement constituée d’eau (80,5 %) et de glucides (9,7 %) (voir la table ci-contre). Son intérêt provient des micronutriments:, elle est très riche en vitamine C, sa teneur de 181 mg/100 g représente 226 % de l’Apport journalier recommandé et une teneur de plus du double de celle du kiwi (81 mg/100 g).
L’acidité des fruits provient essentiellement de l’acide citrique (2,5 g/100 g), un peu par l’acide malique (250 mg) et l’acide quinique (30 mg).
Comparé à d’autres petits fruits rouges, le cassis contient des teneurs plus élevées en calcium, phosphore et potassium ainsi que des composés phénoliques comme les anthocyanes.
Composés bioactifs
D’après la table du Phenol Explorer, les principaux composés bioactifs sont: 
| Anthocyane |
| Delphinidine 3-O-rutinoside:304,91 ; Cyanidine 3-O-rutinoside:160,78 Delphinidine 3-O-glucoside:86,68 ; Cyanidine 3-O-glucoside:25,07 |
| Flavanols |
| (+)-catéchine:0,70 ; (-)-épicatéchine:0,47 ;                                                                                          |
| Flavonols |
| Quercetine 3-O-rutinoside:4,65 ; Myricetine 3-O-rutinoside:3,14                                                                       |
| Acides phénoliques |
| acide 3-caffeoylquinique:4,30 ; glucose caffeoyl:2,79                                                                                 |

Les anthocyanes (ou anthocyanosides) sont des pigments végétaux qui donnent aux cassis leur couleur foncée. Comme tous les composés phénoliques, ils possèdent des groupes hydroxyles phénoliques, Ar-OH, pouvant fournir aux radicaux libres des H capables de les neutraliser – ce sont donc des antioxydants. La teneur en anthocyanes totaux va de 1,81 à 5,48 mg eq cyanidine 3-O-glucoside/100 g et la teneur en polyphénols totaux va de 7,67 à 39,70 mg eq acide gallique/100 g (d’après une étude américaine de Kowalski et al., 2021). Une des utilisations de ses anthocyanes est le colorant alimentaire rouge E 163 III.
Le cassis contient aussi des flavonoïdes (flavanols et flavonols) qui ont aussi des propriétés antioxydantes et anti-inflammatoires.
Parmi 10 cultivars de cassis testés par Kowalski et al., les cultivars 'Consort' et 'Tiben' ont respectivement la plus forte et la plus faible teneur en polyphénols totaux.
| Composés bioactifs de deux cultivars de cassis |                                           |                                       |                                                       |
| Cultivars                                      | Anthocyanes tot. mg eq C3G/100 g mat frai | Polyphénols tot mg eq AG/100 g mat fr | Capacité antioxydante tot μmol eq Trolox/100 g mat fr |
| Consort                                        | 4,21 ± 0,98                               | 39,70 ± 2,42                          | 438,85 ± 67,26                                        |
| Tiben                                          | 2,79 ± 1,24                               | 7,67 ± 1,22                           | 225,93 ± 32,92                                        |

Rappelons que la capacité antioxydante peut varier en fonction de nombreux facteurs, non seulement en fonction du cultivar du fruit comme on vient de le voir, mais aussi des conditions de croissance, de la maturité au moment de la récolte, et du traitement après la récolte.
Étant donné ces grandes variations, la comparaison des petits fruits rouges entre eux demande de grandes précautions méthodologiques. Une équipe polonaise autour de Borowiec et al. a examiné le profile polyphénolique et les activités antioxydantes avec six tests différents (DPPH, ABTS, CUPRAC, FRAP, ORAC, HORAC) de six petits fruits rouges (la myrtille, le cassis, la groseille, la cerise griotte, la prune etc.).
Les teneurs en polyphénols et les activités antioxydantes les plus élevées (pour les tests DPPH, ABTS, CUPRAC, et FRAP) ont été établies pour le cassis, mais la myrtille (Vaccinium myrtillus) a également de bons scores en raison de sa composition en polyphénols et de son activité antioxydante.
L’activité anti-inflammatoire des fruits rouges a été évaluée par la mesure de l’inhibition de l’enzyme cyclooxygénase (COX). La plus forte inhibition de COX-2 a été observée pour la griotte (Prunus cerasus), la myrtille, puis le cassis, la myrtille américaine (Vaccinium corymbosum), la groseille rouge (Ribes rubrum) et la prune (Prunus domestica).
L’activité anticholinestérase (qui empêche la dégradation de l’acétylcholine) des fruits rouges a été évaluée par la mesure de l’inhibition de acétylcholinestérase. La plus forte activité anticholinestérase s’observe pour les myrtilles, puis le cassis, la groseille.

## Utilisations

### Pour l'alimentation

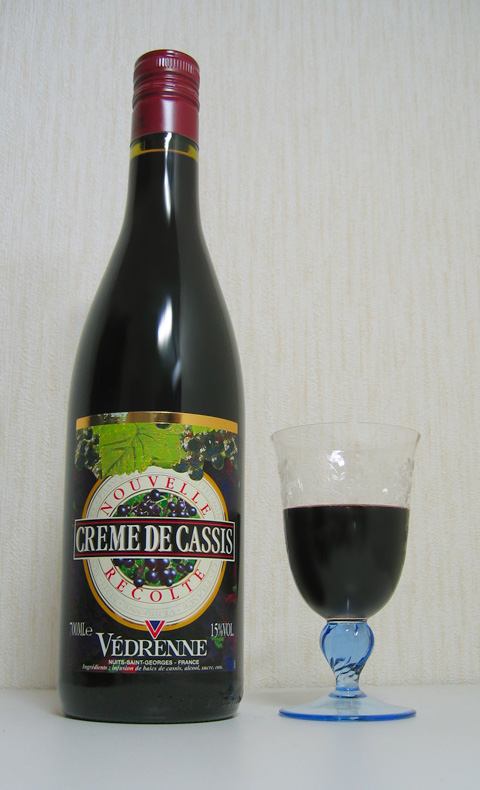
Bouteille de crème de cassis

Le cassis se consomme frais dans une salade associé à d'autres petits fruits rouges et permet la réalisation de gelées, confitures, sorbets, crumbles, tartes (en association) ou de charlottes. On peut aussi le consommer de manière liquide, avec la crème de cassis que l'on utilise pour préparer les kirs, du nectar (très apprécié en Bulgarie), des sirops, des liqueurs, de la purée ou du coulis.
Le cassis se conserve bien par la dessiccation et congélation, et peut constituer une réserve de fruits pour l'hiver.
La plus grande part de la récolte est destinée au produit phare bourguignon : la crème de cassis.

### En parfumerie
Dans les années 1950, les bourgeons recouverts de glandes à essence étaient récupérés pour en extraire une huile essentielle très riche en hydrocarbures monoterpéniques (87 %) et sesquiterpènes (7 %).
Quand dans les années 1970, les parfumeurs de Grasse s’intéressent aux bourgeons qui donnent une note herbacée et amère, et exerce un effet fixateur qui fait durer l’odeur du parfum sur la peau. Les parfumeurs exigeant de la qualité, les arboriculteurs se spécialisent dans la culture des cassissiers pour leurs bourgeons.
Les bourgeons sont un produit onéreux et l’essence de cassis est essentiellement utilisée en parfumerie de luxe. On la trouve dans les eaux fraîches et les parfums masculins à odeur de conifère.
La variété ‘Noir de Bourgogne’ est la plus cultivée pour cette utilisation, 70 % de la production des bourgeons est destinée à l’industrie des parfums, 25 % à l’industrie agroalimentaire comme exhausteur d’arôme dans diverses préparations de fruits rouges et 5 % pour les laboratoires pharmaceutiques.

### En phytothérapie
Le cassis aurait des propriétés anti-inflammatoires En stimulant les cortico-surrénales et en inhibant le processus des inflammations, notamment sur les cellules mises en action par le système immunitaire lors des réactions inflammatoires,. Il permet donc de lutter efficacement contre les douleurs de l'arthrose, mais surtout en traitement préventif pour limiter l'usure du cartilage.
Le cassis est un concentré de principes actifs :
- anti-oxydant connu pour son activité apaisante au niveau des articulations.
- calcium (60 mg pour 100 g) qui contribue aussi à la santé des os.
- fer et vitamine C (il contient deux fois plus de vitamine C que le kiwi et trois fois plus que l’orange[29]), ce qui en fait un excellent fortifiant anti-fatigue et anti-infectieux.
- Il favorise l’élimination de l'acide urique. Il est donc conseillé pour soulager les rhumatismes, la goutte, et l’arthrose, on trouve dans le commerce des préparations à base de bourgeons et d'« harpagophytum ».
- C'est un anti-diarrhéique indiqué en cas de dysenterie.
- Diurétique et dépuratif puissant, il stimule les fonctions hépatique et rénale. Il est recommandé en cas d’obésité.
- Il est bénéfique en cas de troubles circulatoires et d’hypertension.
- C'est un cicatrisant efficace qui accélère la guérison des plaies, des furoncles, des abcès et des piqûres d'insectes (application externe).

Ses feuilles sont très utilisées en herboristerie, séchées et finement broyées, pour leurs propriétés antirhumatismales. C'est le bourgeon qui contient le plus de principes actifs,, offrant un volume de substances équivalent à la galénique SIPF. La macération de bourgeons utilisée en gemmothérapie agissent sur tous les paramètres de l'inflammation.
Note sur l’échinococcose alvéolaire
Si on récolte des cassis sauvages ou dans des jardins non clos, il faudra toujours laver soigneusement les fruits sous un courant d’eau. Dans beaucoup de régions (sauf dans l’Ouest de la France) la faune carnassière sauvage (renard surtout) et les chiens peuvent laisser leurs déjections contaminées par les œufs d’un petit ver parasite de 2–3 mm, l’Echinococcus multilocularis. Chez l’homme, ce ver en se développant déclenche une pseudotumeur envahissante qui débute dans le foie. Traitée trop tardivement, seule une ablation partielle du foie, peut sauver de l’évolution fatale.